# 日本交通 (三田市)
日本交通株式会社（にほんこうつう、Nihon Kotsu Co.,Ltd.）は、兵庫県阪神北・北播磨・丹波地域でタクシーと貸切バスを運行する事業者である。朱色の楕円に「日交」の文字が入ったシンボルマークが目印。
通称は日交（にっこう）。

## 営業所（車庫）の所在地
全営業所が神戸ナンバーである。
- 三田営業所
  - 兵庫県三田市三輪二丁目10番1号
- 篠山口営業所
  - 兵庫県丹波篠山市大沢165番地
- 篠山営業所
  - 兵庫県丹波篠山市立町
- 古市営業所
  - 兵庫県丹波篠山市古市
- 社営業所
  - 兵庫県加東市社1304番地3

## 乗合タクシー

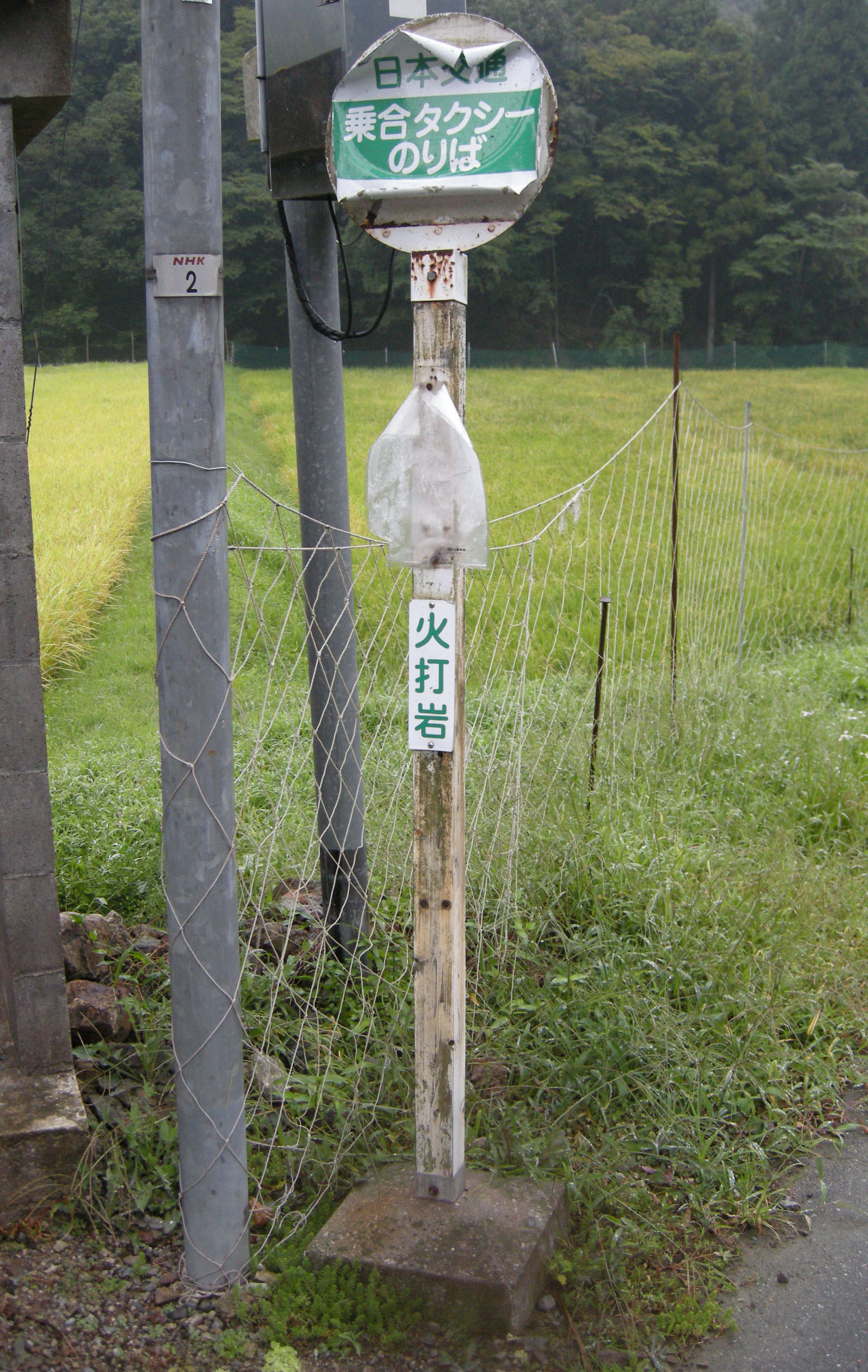
乗合タクシーの停留所

兵庫県丹波篠山市内にて、市からの委託を受けて乗合タクシーの運行を行っている。

### 概要
- 西日本JRバス火打岩線、曽地奥線の廃止代替として運行を開始した。
- 運行形態は、路線定期運行である。
- 運賃は100円単位の区間制で、小人は半額、大人1人につき6歳未満の幼児1人無料。
- 火打岩線は土曜・日曜・祝祭日・年末年始（12/29～1/3）は1時間前までに予約が必要。曽地奥線は土曜・日曜・祝祭日・年末年始（12/29～1/3）は運休。

### 沿革
- 2002年8月31日 - 当日限りで西日本JRバス火打岩線、曽地奥線廃止。
- 2002年9月1日 - 乗合タクシー火打岩線、曽地奥線の試験運行開始。
- 2003年4月1日 - 乗合タクシーの本格運行開始。

### 路線
以下2路線がある。　※2007年3月1日現在
火打岩線

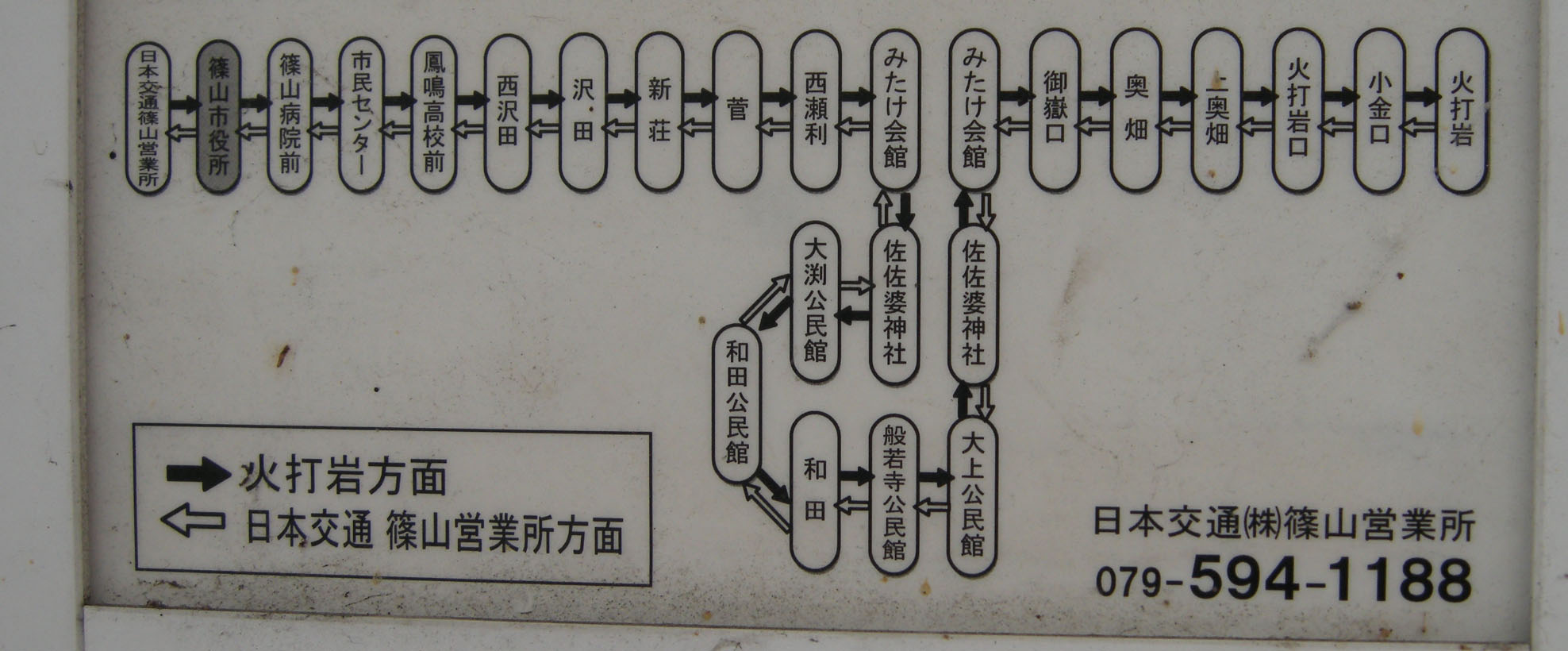
火打岩線の路線図
（2009年8月現在）

- 日本交通篠山営業所 - 鳳鳴高校前 - みたけ会館 - 和田 - 大上公民館 - みたけ会館 - 火打岩

曽地奥線
- 篠山東中学校前 - 城東日置 - 曽地奥

### 車両
- 火打岩線はセダン型乗用車を使用し、曽地奥線は主にジャンボタクシー車を使用している。

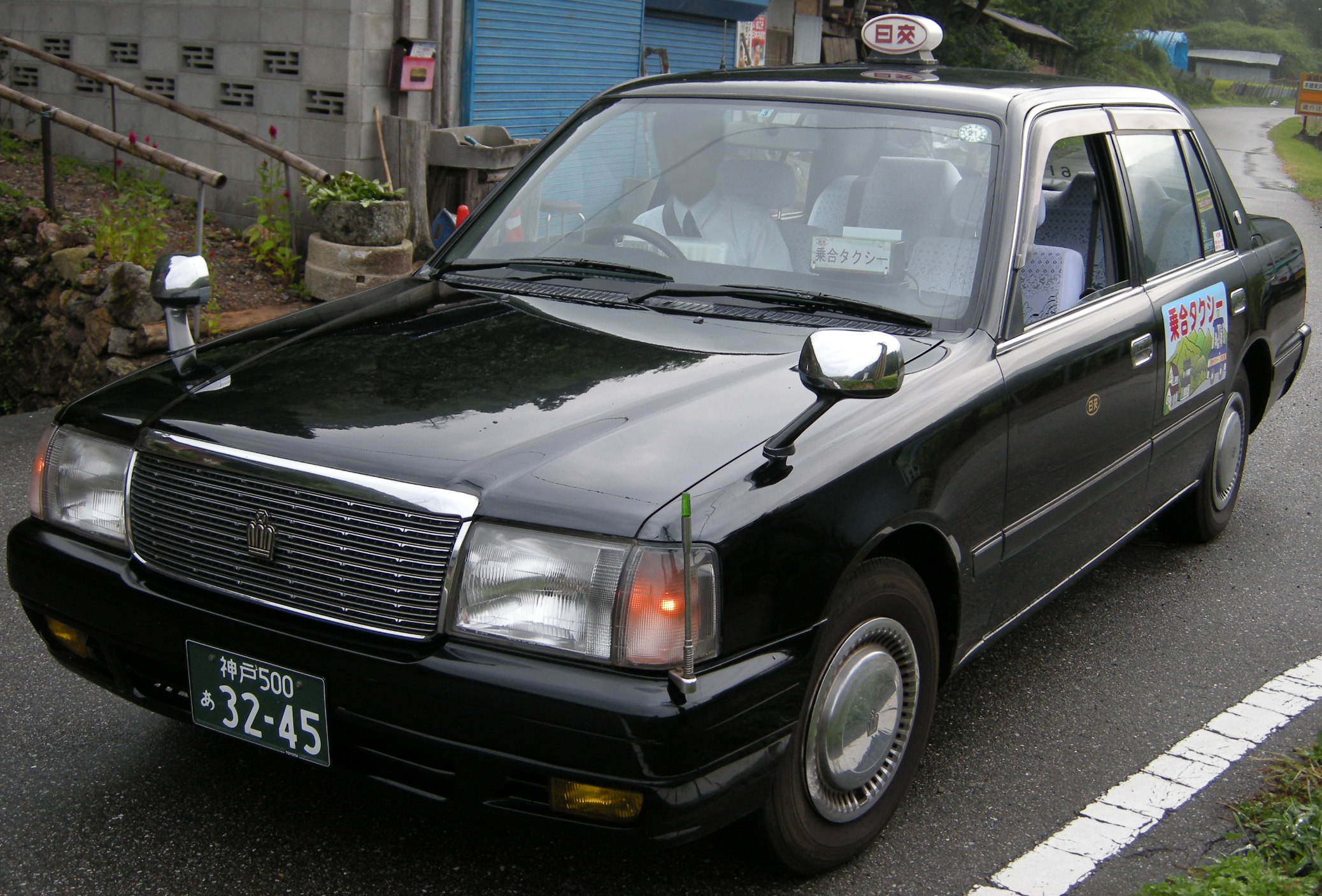
火打岩線の車両

## 関連会社
- 日本交通 (大阪府)
- 日交シティバス
- 日本交通大阪
- 堺日本交通
- 大タク
- 関西空港リムジン ※以前は全日空グループだった
- エクセル・リムジンサービス ※以前はリーガロイヤルホテルグループだった
- 吹田交通
- 日本交通 (神戸市)
- 日本交通 (豊岡市)
- 日本交通 (京都市)
- 日本交通 (福知山市)
- 京都交通 (舞鶴)
- 日交協和
- 日本交通 (鳥取県)
- 鳥取自動車
- 中央タクシー (鳥取県)
- 倉吉交通
- 西伯タクシー
- 日本交通 (島根県)
- 島根日本交通
- クラウンタクシー (島根県)
- 鳥取県中央自動車学校